# ナターリヤ・アレクサンドロヴナ・プーシキナ

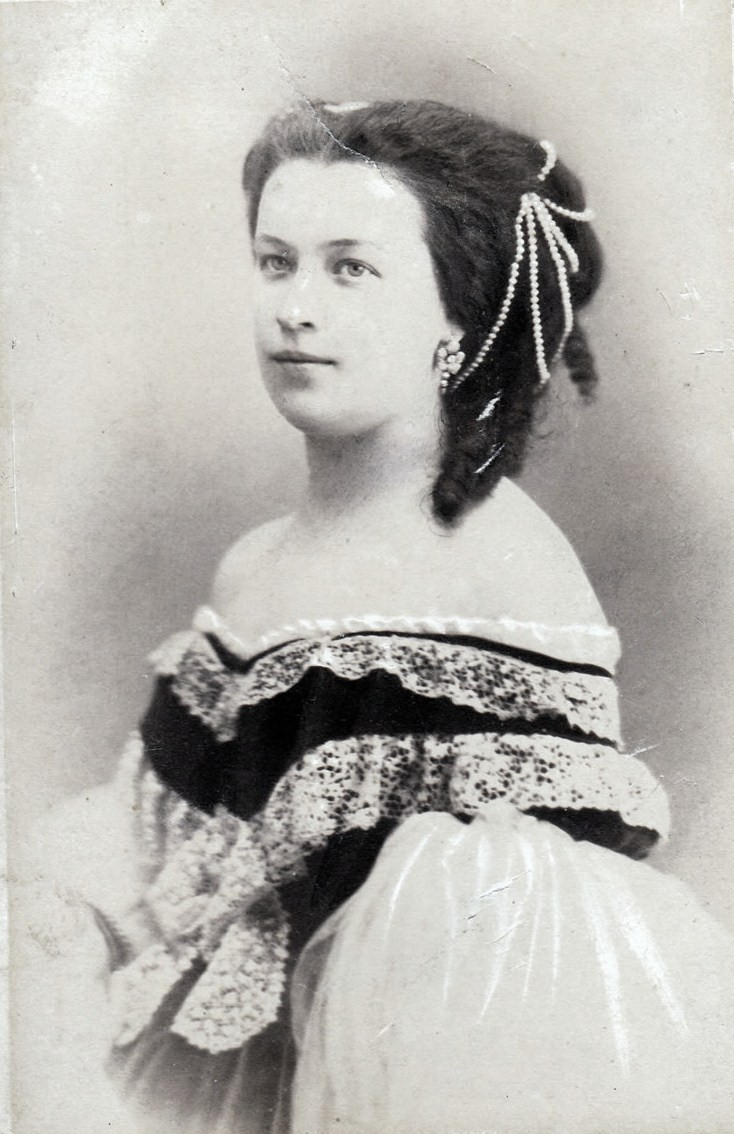
ナターリヤ、1850年代

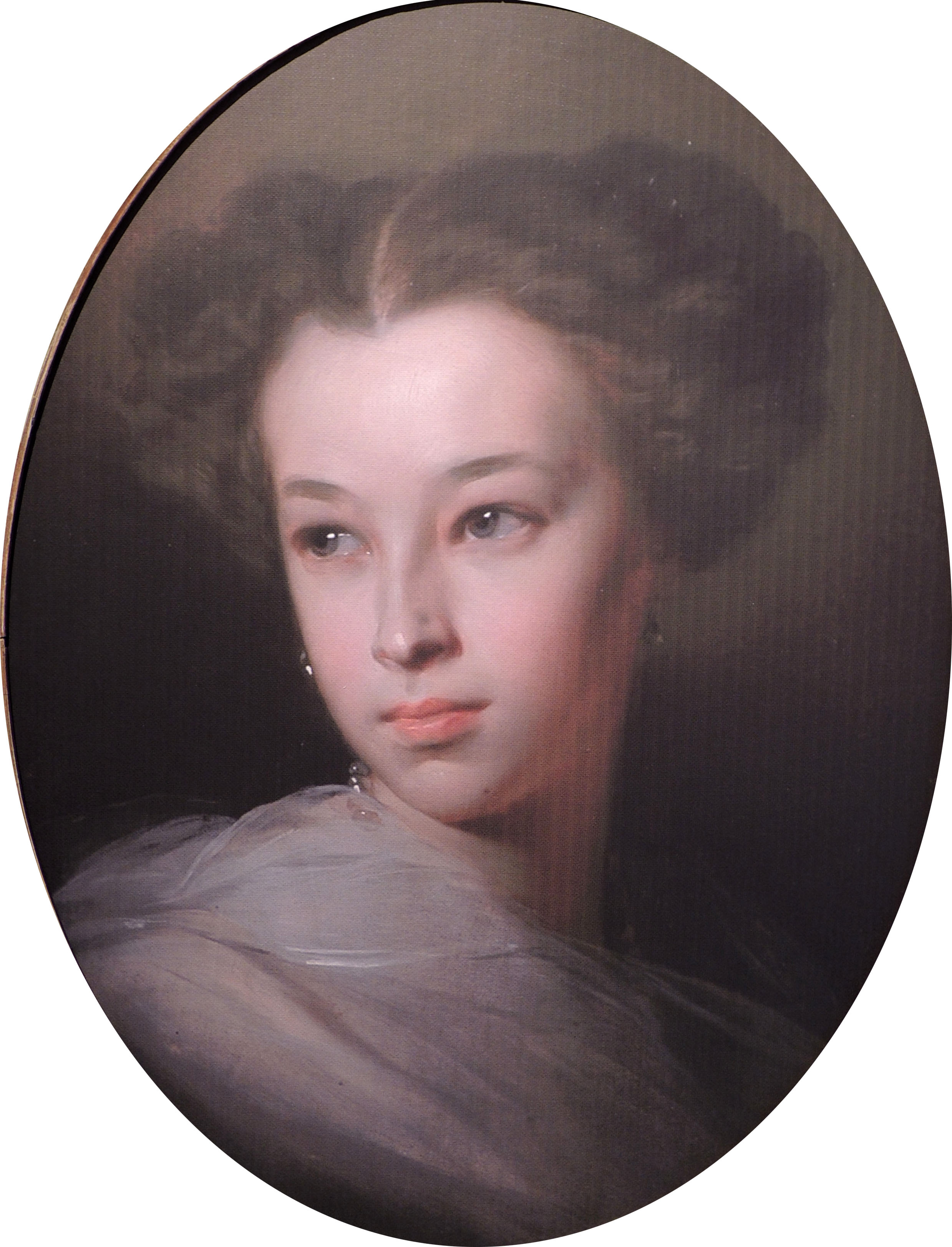
ナターリヤ、イヴァン・マカロフ画、1849年

ナターリヤ・アレクサンドロヴナ・プーシキナ（Ната́лья Алекса́ндровна Пу́шкина,(1836年6月4日［ユリウス暦5月23日］ サンクト・ペテルブルク – 1913年3月23日［ユリウス暦3月10日］ カンヌ）は、ロシアの詩人アレクサンドル・プーシキンの次女。ルクセンブルク大公位請求権を主張したメーレンベルク家の始祖。メーレンベルク伯爵夫人。

## 生涯
プーシキンと妻ナターリヤ・ニコラエヴナ・ゴンチャローヴァとの間の第4子・次女として、サンクトペテルブルク市内カーメンヌイ島地区に両親が所有していたダーチャで誕生。誕生1か月後に同島内前駆授洗イオアン誕生教会で洗礼を受け、作曲家のミハイル・ヴィエルゴルスキー伯爵、及び母方大叔母で宮廷女官のエカテリーナ・イヴァノヴナ・ザグリャジスカヤが務めた。
生後8か月で父が義兄弟ジョルジュ・ダンテス男爵との決闘により死亡したため、父の顔を覚えてはいなかったが、きょうだいの中で最も父親似の性格であり、情熱的で、自分の考えを貫き通す気質だった。加えて、母譲りの人目をひく美貌にも恵まれた。ごく若い頃に参謀将校のニコライ・アレクセーエヴィチ・オルロフ公爵と恋に落ちて結婚を望んだが、相手の親から家柄が相応しくないとして退けられている。その直後、16歳で別の将校ミハイル・レオンティエヴィチ・ドゥーベリトからの求婚を受け入れた。母やその再婚相手で継父のピョートル・ペトロヴィチ・ランスコイは、ドゥーベルトが放蕩者・乱暴者だとの世評を知って反対した。しかしナターリヤも姉マリヤのように婚期を逃したくないと譲らなかった。母は友人ピョートル・アンドレーエヴィチ・ヴィアゼムスキー公爵に宛てて心配を吐露している：
いたずらっ子のターシャ［ナターリヤ］は子どもから一飛びに大人になってしまい、もう止める手立てはありません。みな運命から逃れられぬのと同じです。この一年、神の御意志のおかげもあり、ドゥーベリトの執拗な求婚を退けてきました［が、もう限界です］。ただ娘の若さが、というか幼稚さが心配です。
結婚は1853年に実現した。ナターリヤは当時のロシア上流社交界において知性・美貌・振る舞いを称えられた貴婦人の一人だった。1862年、夫と別居した。ナターリヤは上の2人の子を連れ、母及び母方叔母のフリーゼンホーフ男爵夫人アレクサンドラの住む上部ハンガリーのブロジャニの城に移った。ところが夫のドゥーベリトが妻を追ってブロジャニまで押しかける一幕があり、プーシキン一族はこれに憤慨した。ナターリヤの異父妹アレクサンドラ・ペトロヴナ・アラーポヴァは手紙に書いている：
今夏はずっと揉め事続きで気が休まることがありませんでした。ドゥーベリトは、自分が妻に［離別を］言い渡しておきながら、すぐに気が変わり、言葉をたがえ、ハンガリーにのこのこ姿を現しました。そして説得が無駄だと思い知るや、抑えのきかない狂乱の醜態を晒したのです。[義理の叔父]フリーゼンホーフ男爵の説得で、奴は妻に「一時的に休戦だ」と言い捨て、ようやく男爵の地所から出て行きましたが、あの悪夢のような出来事を忘れることができません。姉の置かれた立場は絶望的ですが、[幸いにも]彼女は自分を見失っていません。姉は並外れて豪胆で意志の強い女ですから。姉とは正反対の気の毒な母は、この一件ですっかり参ってしまいましたが。
長い離婚調停が始まり、ナターリヤは長期の外国滞在を余儀なくされた。この時期、母はナターリヤに亡き父プーシキンの妻宛て書簡75通を譲られている。これは、もしナターリヤが経済的に苦境に立たされたときに、出版社に書簡集として売り込んで印税で食べていけるように、という母の配慮であった。再婚後の1876年、ナターリヤはツルゲーネフの助力を得てこれらの書簡で構成される書簡集を出版している。しかしこの出版は時期尚早であり、売れ行きは悪く、兄姉たちからも事前に相談しなかったことを責められる結果となった。
ナターリヤはドイツ諸侯の末子であったナッサウ侯子ニコラウスと恋愛関係になり、侯子の子を妊娠したため、1868年ドゥーベリトとの離婚を成立させ、侯子と再婚した。2人の馴れ初めは侯子が1856年にアレクサンドル2世帝の戴冠式出席のためロシア宮廷を訪れたときのことだったという。
1882年、ナターリヤは所有する父プーシキンの妻宛て書簡64通をモスクワのルミャンツェフ博物館に寄贈した。手許に残った書簡は後に娘のゾフィーに譲っている。
1913年、塞栓のため76歳で亡くなった。火葬され、遺灰はヴィースバーデンの、8年前に先立った夫ニコラウス侯子の墓の周囲に散葬された。

## 家族
1853年ミハイル・レオンティエヴィチ・ドゥーベリト（1822年 - 1900年）と結婚し、間に3子を得た。
- ナターリヤ・ミハイロヴナ・ドゥーベリト（1854年 - 1925年[4]） -  アルノルト・フォン・ベッセル（1827年 - 1887年）と結婚
- レオンティイ・ミハイロヴィチ・ドゥーベリト（1855年 - 1894年[4]） - 海軍中佐[13]、アグリッピナ・ミクラシェフスカヤと結婚
- アンナ・ミハイロヴナ・ドゥーベリト（1861年 - 1919年[4]） - 名誉宮廷顧問官アレクサンドル・コンディレフ（1855年 - 1900年）と結婚

ドゥーベリトとの離婚後、上の2人の子はナターリヤの継父ランスコイに、第三子はドゥーベリトの叔母のバジレフスカヤ夫人という女性に、それぞれ引き取られて養育された。
1868年7月1日ロンドンでナッサウ侯子ニコラウスと再婚したが、新郎にとって無位のロシア貴族の娘であるナターリヤとの結婚は、ナッサウ家家憲に照らし貴賤結婚とされた。同年中に、侯子の義兄弟にあたるヴァルデック侯ゲオルク・ヴィクトルの計らいで、ナターリヤには侯子の非同格配偶者としてメーレンベルク伯爵夫人（女伯爵）の爵位・家名が付与された。新しい夫との間にも3子を得た。
- ゾフィー・フォン・メーレンベルク女伯爵（1861年 - 1929年） - ロシア大公ミハイル・ミハイロヴィチと結婚
- アレクサンドラ・フォン・メーレンベルク女伯爵（1869年 - 1950年） - アルゼンチン人マクシモ・デ・エリアと結婚
- ゲオルク・フォン・メーレンベルク伯爵（1871年 - 1948年） - オリガ・アレクサンドロヴナ・ユーリエフスカヤ公爵令嬢（女公爵）と結婚

## 引用・脚注
1. ↑  TsGIA St. Petersburg. F. 19. op. 126. d. 1707. arr. 38. Metric books of the Church of the Archangel Michael in Cannes.
2. ↑  I. Obodovskaya, M. Dementyev After the death of Pushkin. - M.: Soviet Russia, 1980. p. 237.
3. ↑  Biographie, Deutsche. “Merenberg, Natalie von - Deutsche Biographie” (ドイツ語). www.deutsche-biographie.de. 2024年1月29日閲覧。
4. 1 2 3 4 5  Rusakov V.M. Stories about the descendants of A.S. Pushkin. - L.: Lenizdat, 1992.
5. ↑  “Metric book”. 2024年1月29日閲覧。
6. ↑  The last year of Pushkin's life. Compilation, introductory essays and notes by V.V. Kunin, - M.: Pravda, 1988, p.155.
7. ↑  I. Obodovskaya, M. Dementyev. After the death of Pushkin. - M.: Soviet Russia, 1980, p. 178.
8. ↑  S. M. Zagoskin. Memoirs // Historical Bulletin. 1900. T.81. No. 8. - P.50.
9. ↑  I. Obodovskaya, M. Dementyev. After the death of Pushkin. - M.: Soviet Russia, 1980, p. 180.
10. ↑  The last year of Pushkin's life. Compilation, introductory essays and notes by V.V. Kunin, - M.: Pravda, 1988, pp. 156-157
11. 1 2  “Файл:Natalia Pushkina1.jpg — Википедия” (ロシア語). commons.wikimedia.org (1868年). 2024年1月29日閲覧。
12. ↑  “Kalliope | Verbundkatalog für Archiv- und archivähnliche Bestände und nationales Nachweisinstrument für Nachlässe und Autographen”. kalliope-verbund.info. 2024年1月29日閲覧。
13. ↑  TsGIA St. Petersburg. f.19. op.127. d. 137. p. 61. Parish books of the Church of the Sorrowful Mother of God behind the Foundry Yard.